# 204 pr. n. št.

## Rojstva
- Kleopatra I. Sirijka, egipčanska kraljica († 176 pr. n. št.)

## Smrti
- Ptolemaj IV. Epifan, kralj Egipta